# Библиотека „Србољуб Митић“ Мало Црниће
Народна библиотека „Србољуб Митић” наследник је Читалишта у Малом Црнићу, познатијег као „Дружбена читаоница“, основаног 14. јануара 1879. године.
Библиотека је основана 5. децембра 1966. године и добила је име „14. октобар“. Од 5. септембра 1996. године библиотека на основу Одлуке Скупштине општине Мало Црниће, носи назив „Србољуб Митић”.

## Историјат
Према подацима из 1880. године, у првом полугодишту „Дружбена читаоница“ је имала 13, а до краја године 18 чланова. Годишња чланарина била је 12 динара. Читаоницу није помагала тадашња општина, али је велику помоћ примала од власника малоцрнићког млина Игњата Бајлонија и његових синова који су осим претплате за новине: „Српске новине“, „Исток“, „Тежак“ и „Политику“ обезбеђивали просторије, потребан инвентар па се претпоставља да је била веома добро опремљена.
Писмени мештани Малог Црнића су поред наведених новина могли да прочитају и листове као што су: „Српска зора“, „Јавор“, „Хрватски вјесник“, „Застава“, „Српски лист“, „Видело“, „Невен“, 	„Господарски лист“, „Народни лист“, „Ивер“, „Ланд унд Меер“, „Кикирики“. Укупно је било 15 периодичних публикација, од тога пет на страним језицима, две на чешком и три на немачком језику. Осим поменуте периодике ова читаоница је имала и 46 књига. 
Популарне су биле „читаоничке беседе“ организоване као врста забаве за мештане. Прилагођаване су укусу слушалаца тако да је поред занимљивих беседа заступљена како народна, тако и уметничка музика. Не зна се тачно колико је дуго читаоница у Малом Црнићу радила.

### Оснивање библиотеке
Скупштина општине Мало Црниће на заједничкој седници својих већа, дана 5. децембра 1966. године, а на основу Закона о библиотекарству, донела је одлуку о оснивању Општинске библиотеке као самосталне установе. Име је одређено по дану 14. октобар 1944. када је Општина Мало Црниће ослобођена од фашистичког окупатора. Једногласно је за првог директора изабран песник Србољуб Митић.
Због недостатка просторија и других објективних разлога званично је регистрована тек у јуну 1967. године. Након адаптације додељених просторија директор Матичне библиотеке Општине Мало Црниће, како је уписано у судски регистар 31. јула 1967. године, био је Србољуб Митић из Црљенца. Библиотека је имала свој Савет као орган управљања кога је уз сагласност Савета за просвету, културу и физичку културу постављао директор библиотеке.
Већ у 1967. години библиотека је оживела рад у десет самосталних огранака на терену Општине и то у следећим насељима: Велико Црниће, Велико Село (Мало Црниће), Црљенац, Божевац, Смољинац, Калиште, Топоница, Батуша, Кула и Крављи До. На основу извештаја о раду тадашњег директора библиотеке Србољуба Митића, за период 1967 – 1968. године, библиотека је располагала књижним фондом од 2.334 књига. У регистар читалаца, тада је био уписан 71 члан, од којих су 16 читалаца су била деца. Укупно је у Матичној библиотеци и огранцима било је 9025 књига.
Одлуком Скупштине општине Мало Црниће, од 31.05.1993. године о оснивању Центра за културу, Матична библиотека „14. октобар“ почиње са радом у оквиру Центра као радна јединица (посебна делатност), без својства правног лица. У том периоду стагнирају са радом огранци у селима, али су зато активније школске библиотеке. Фонд књига у Матичној библиотеци је разноврснији и богатији. Читаоцима је тада на располагању било 19 500 књига свих жанрова.
После смрти Србољуба Митића 1993. године установљена је од стране Скупштине општине Мало Црниће књижевна награда „Србољуб Митић“ која се сваке године на дан Општине 14. октобра додељује аутору најбоље књиге песама у тој години.
Године 1995. Скупштина општине Мало Црниће доноси поново одлуку о оснивању библиотеке „14 октобар“ као самосталне институције. Међутим, из објективних разлога, Библиотека и даље ради у оквиру Центра за културу. Књижни фонд је у континуираном порасту и достиже цифру од око 29 000 књига. Као проблем појављује се обрада књига, јер је у књигу инвентара уписано само 18.774 књига. У поменутом периоду Библиотеком су руководили директори Центра за културу: Душанка Пантић, Душица Милутиновић и Новица Стојимировић док је у на пословима књижничара радио Живан Марковић.

## Библиотека данас

### Делатност
Народна библиотека „Србољуб Митић“ настављач је хумане мисије оплемењивања људи путем књиге отпочете 1879. године оснивањем Читалишта у Малом Црнићу. Библиотека данас представља средиште културног и уметничког развоја локалне заједнице и помаже у обликовању њеног културног идентитета.
Приоритет у раду Библиотеке свакако заузимају редовни послови из основне делатности као што су: прикупљање, чување и заштита библиотечке грађе, обрада и смештај, израда каталога, обезбеђивање корисницима слободан приступ књижном фонду, рад на издавању публикација корисницима и давање упутства о коришћењу, упис нових чланова, обнова књижног фонда према потребама корисника уз праћење нових књижевних дешавања на издавачкој сцени. Љубитељима књиге је на располагању богат књижни фонд Библиотеке са преко 30.000 монографских публикација, али и расноврсна периодика и некњижни материјал.

### Фонд библиотеке
Библиотечки материјал је разврстан у неколико целина, које представљају основни фонд и посебне фондове. Основни фонд обухвата фонд светске и домаће књижевности и фонд стручне књиге.
Фонд периодике обухвата већи број наслова серијских публикација од којих су најстарији листови :„Грађанин“ из 1933, „Српске новине“ из 1916, „Ратни дневник“ из 1916, „Ратни записи“ из 1915, „Радник“ из 1923, „Српски гласник“ из 1916, „Рад“ из 1926, „Село“ из 1923, „Радичке новине” из 1919. и “Глас” из 1944. Библиотека „Србољуб Митић“ Мало Црниће један је од стожера културног живота општине Мало Црниће. Од 2003. године када је постала самостална институција Библиотека у Малом Црнићу приступила је, између осталог, формирању завичајног фонда.

### Културна делатност
Библиотека у Малом Црнићу, у сарадњи са Центром за културу и Скупштином општине Мало Црниће активно учествује и у организовању ФЕДРАС–а, такмичења села Србије и других манифестација које имају за циљ популарисање културе.

### Издавачка делатност
Издавачку делатност Библиотека је започела крајем 2006. и почетком 2007. године издавањем књиге Милијане Дачић из Божевца. Уследиле су књиге под заштитним знаком Библиотеке: Раше Перића, књижевника из Петровца на Млави „Берба светлости“ и Катарине Милетић из Шапина „Како срце каже“. Заједно са Удружењем књижевника Србије – Подружнице за Браничевски округ, Библиотека се појављује као издавач зборника радова чланова Подружнице „Саткано од снова“ и збирке поезије „Узорак давног сна“ Јована Д. Петровића. Заједно са недељним листом „Реч народа“, Библиотека „Србољуб Митић“ је издавач и антологије најлепших песама Србољуба Митића „Стоплпник и укун“ коју је приредио Синиша Ристић, књижевник из Пожаревца.

### Директори библиотеке
- Србољуб Митић, (рођ. 1932. у стишком селу Црљенцу). Био је први директор Матичне библиотеке „14 октобар“ Мало Црниће, 1966.-1971. године.
- Драгослав Живадиновић, (рођ. 1926. у Калишту). Управник Матичне библиотеке Општине Мало Црниће „14 октобар“ од 1971.-1986. године.
- Живан Марковић, (рођ. 1936. у Малом Црнићу. Управник Библиотеке „14. октобар“ (касније „Србољуб Митић“), од 1986.-1993. године.

Од 1993. до 2002. године Библиотека послује у оквиру Центра за културу. У том периоду Библиотеком руководе директори Центра за културу: Душанка Пантић, Душица Милутиновић и Новица Стојимировић.
- Зорка Стојановић, (рођ. 1963. у Пожаревцу). Директор Библиотеке „Србољуб Митић“ Мало Црниће, од 2002.-2007. године.
- Маријана Вељковић, (рођ. 1977. у Пожаревцу). Директор Библиотеке „Србољуб Митић“ од 2007. - августа 2008. године.
- Зорка Стојановић, по други пут преузима дужност директора Библиотеке „Србољуб Митић“, Одлуком Скупштине општине Мало Црниће од 01.08.2008. године до 2016.
- Данијела Божичковић Радуловић, (рођ. 1968. године у Белој Цркви) директорка Библиотеке "Србољуб Митић", по Одлуци Скупштине општине од децембра 2016. године.